# 리쯔엉년
리쯔엉년(베트남어: Lý Trường Nhân / 李長仁 리장인, ? ~ ?)은 제1차 중국의 베트남 지배 시기에 유송에 맞서 봉기를 일으킨 인물이다.

## 생애
리쯔엉년은 교주(交州) 사람이다. 태시 4년(468년) 3월, 교주자사(交州刺史) 유목(劉牧)이 병사하자 리쯔엉년은 즉시 병란을 일으켜 유목이 북쪽에서 데리고 온 부하들을 모두 죽인 뒤 교주성을 점거하였고, 스스로 교주자사를 칭했다. 그해 8월, 명제가 남강상(南康相) 유발(劉勃)을 교주자사로 임명하였고, 유발은 교주에 도착했으나 리쯔엉년이 그의 입성을 거절하였다. 오래지 않아 유발은 병사하였다.
리쯔엉년은 송나라의 토벌을 두려워하여 11월이 되자 사신을 보내 투항하였고, 스스로 교주행주사(交州行州事)로 낮추었다. 명제는 그의 죄를 사면하였고, 또한 교주를 통치하도록 윤허하였다.
리쯔엉년이 죽은 뒤 그의 동생 리툭히엔이 영주사(領州事)를 대신하였다.